# پارک ملی ارگاکی
پارک ملی ارگاکی (انگلیسی: Ergaki Nature Park) یک پارک ملی در سرزمین کراسنویارسک کشور روسیه است.